# Ветлузький ВТТ
Ветлузький ВТТ (рос. ВЕТЛУЖСКИЙ ИТЛ, Ветлаг) — підрозділ, що діяв в системі виправно-трудових установ СРСР з 1935 до серпня 1937 року (ввійшов до складу Темлага).

## Підпорядковання і дислокація
- УНКВС по Горьковському краю.

Дислокація: ст. Сухобезводне Московсько-Курської залізниці (пізніше залізниці ім. Дзержинського). З 1938 тут діяв Унженський ВТТ.

## Виконувані роботи
- лісозаготівлі

## Чисельність з/к
- 01.07.35 — 9232,
- 01.01.36 — 13 535,
- 01.01.37 — 13 888,
- 01.07.37 — 1128